# Mallota
Mallota is een vliegengeslacht uit de familie van de zweefvliegen (Syrphidae).

## Soorten
- M. albipilis Snow, 1895
- M. auricoma Sack, 1910
- M. bautias (Walker, 1849)
- M. bequaerti Hull, 1956
- M. bipartitus (Walker, 1849)
- M. cimbiciformis

Bijmallota (Fallen, 1817)
- M. dusmeti Andreu, 1926
- M. eurasiatica Stackelberg, 1950
- M. fuciformis

Hommelmallota (Fabricius, 1794)
- M. illinoensis Robertson, 1901
- M. megilliformis (Fallen, 1817)
- M. mississippensis Hull, 1946
- M. palmerae Jones, 1917
- M. posticatus (Fabricius, 1805)
- M. powelli Nayar and Cole, 1968
- M. rossica Portschinsky, 1877
- M. sackeni Williston, 1882
- M. separata Hull, 1945
- M. tricolor Loew, 1871